# 케임브리지 애널리티카
케임브리지 애널리티카(Cambridge Analytica)는 페이스북-케임브리지 애널리티카 정보 유출 사건을 통해 저명해진 영국의 정치 컨설팅 기업이다. 2013년에 SCL 그룹의 자회사로 시작되었다. 잘 연계된 설립자들은 보수당, 영국의 왕가, 영국군 등과 연락하였다. 이 기업은 런던, 뉴욕 시티, 워싱턴 DC에 사무소를 두고 있다. 이 기업은 페이스북-케임브리지 애널리티카 정보 유출 사건을 계기로 2018년 운영을 중단했으나 케임브리지 애널리티카와 관련된 기업들과 모회사 SCL은 여전히 생존해 있다.

## 같이 보기
- 데이터 드레징
- 외국인 노동자
- 대중감시
- 예측 분석
- 우익
- 2016년 미국 대통령 선거에 대한 러시아의 개입